# Stolniceni (Hîncești)
Stolniceni è un comune della Moldavia situato nel distretto di Hîncești di 1.953 abitanti al censimento del 2004